# إدوارد آبي
إدوارد آبي (بالإنجليزية: Edward Abbey) (29 يناير 1927 في الولايات المتحدة - 14 مارس 1989، توسان في الولايات المتحدة)؛ فيلسوف، عالم بيئة، كاتب، كاتب سيناريو وروائي أمريكي.

## رواياته
- عصابة المفتاح الإنجليزي
- يعيش هايدوك

## روابط خارجية
- إدوارد آبي على موقع IMDb (الإنجليزية)
- إدوارد آبي على موقع الموسوعة البريطانية (الإنجليزية)
- إدوارد آبي على موقع أول موفي (الإنجليزية)
- إدوارد آبي على موقع إن إن دي بي (الإنجليزية)
- إدوارد آبي على موقع قاعدة بيانات الفيلم (الإنجليزية)